# Acianthera ciliata
Acianthera saurocephala é  uma espécie de orquídea (Orchidaceae) originária dos estados do Acre, Amazonas e Pará, no Brasil, também nos outros países amazônicos, além da Costa Rica, Honduras e Trinidad Tobago,       antes subordinada ao gênero Pleurothallis. São plantas grandes, eretas, de crescimento cespitoso, bastante robustas, de caules cilíndricos e folhas ovaladas alongadas, espata grande, e inflorescência longa com diversas de flores alongadas, bem abertas, normalmente amarelas, verrucosas internamente; com pétalas intensamente fimbriadas e curtas; e labelo verrucoso e pequeno, trilobulado.

## Publicação e sinônimos
- Acianthera ciliata (Knowles & Westc.) F.Barros & L.R.S.Guim., Neodiversity 5: 28 (2010).

Sinônimos homotípicos:
- Pleurothallis ciliata Pleurothallis ciliata Knowles & Westc., Fl. Cab. 1: 89 (1837).
- Humboltia ciliata (Knowles & Westc.) Kuntze, Revis. Gen. Pl. 2: 667 (1891).

Sinônimos heterotípicos:
- Pleurothallis plumosa Lindl., Edwards's Bot. Reg. 28(Misc.): 72 (1842).

- Pleurothallis crassifolia H.Focke, Tijdschr. Natuurk. Wetensch. Kunsten 2: 196 (1849).

- Pleurothallis minax Rchb.f., Bonplandia (Hannover) 2: 24 (1854).

- Pleurothallis lanceana Lodd. ex Lindl., Fol. Orchid. 9: 27 (1859).

- Pleurothallis serrifera Lindl., Fol. Orchid. 9: 34 (1859).

- Pleurothallis sprucei Lindl., Fol. Orchid. 9: 35 (1859).

- Humboltia crassifolia (H.Focke) Kuntze, Revis. Gen. Pl. 2: 667 (1891).

- Humboltia lanceana (Lodd. ex Lindl.) Kuntze, Revis. Gen. Pl. 2: 667 (1891).

- Humboltia plumosa (Lindl.) Kuntze, Revis. Gen. Pl. 2: 668 (1891).

- Humboltia serrifera (Lindl.) Kuntze, Revis. Gen. Pl. 2: 668 (1891).

- Humboltia sprucei (Lindl.) Kuntze, Revis. Gen. Pl. 2: 668 (1891).

- Pleurothallis daguensis F.Lehm. & Kraenzl., Bot. Jahrb. Syst. 26: 444 (1899).

- Pleurothallis huebneri Schltr., Beih. Bot. Centralbl. 42(2): 90 (1925).

- Pleurothallis ciliata var. elongata C.Schweinf., Bot. Mus. Leafl. 16: 47 (1953).

- Acianthera lanceana (Lodd. ex Lindl.) Pridgeon & M.W.Chase, Lindleyana 16: 244 (2001).

- Specklinia sprucei (Lindl.) Luer, Monogr. Syst. Bot. Missouri Bot. Gard. 95: 264 (2004).